# Quidnipagus palatam
Quidnipagus palatam är en musselart som först beskrevs av Tom Iredale 1929.  Quidnipagus palatam ingår i släktet Quidnipagus och familjen Tellinidae. Inga underarter finns listade i Catalogue of Life.